# Nu couché et domestique servant du thé
Nu couché et domestique servant du thé est un tableau réalisé par le peintre français Auguste Renoir en 1916-1917. De format horizontal, cette huile sur toile est un nu qui représente une jeune femme rousse se faisant servir du thé par une domestique. Elle est conservée au musée Pola de Hakone, dans la préfecture de Kanagawa, au Japon.